# Euphorbia togakusensis
Euphorbia togakusensis là một loài thực vật có hoa trong họ Đại kích. Loài này được Hayata mô tả khoa học đầu tiên năm 1904.

## Hình ảnh

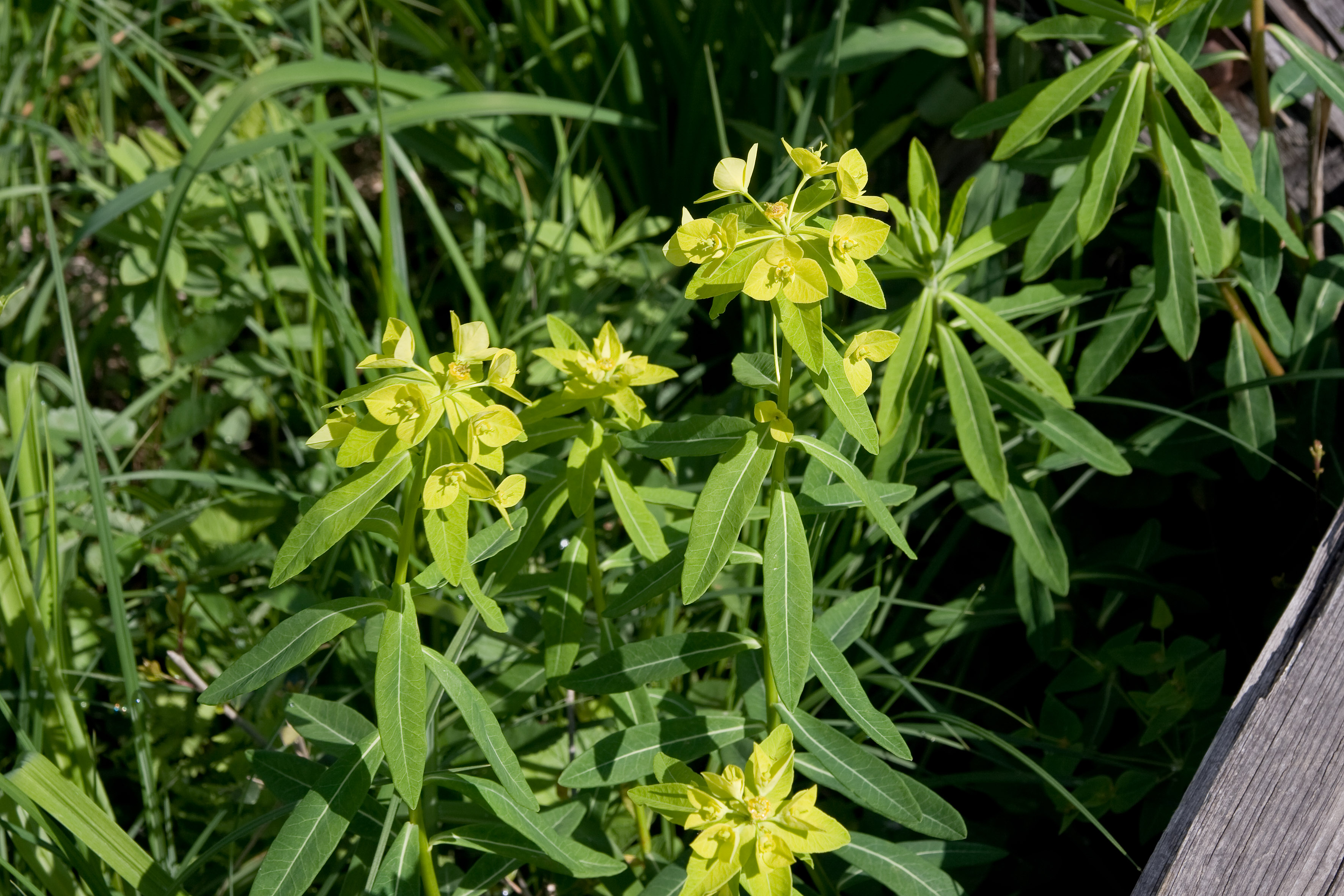
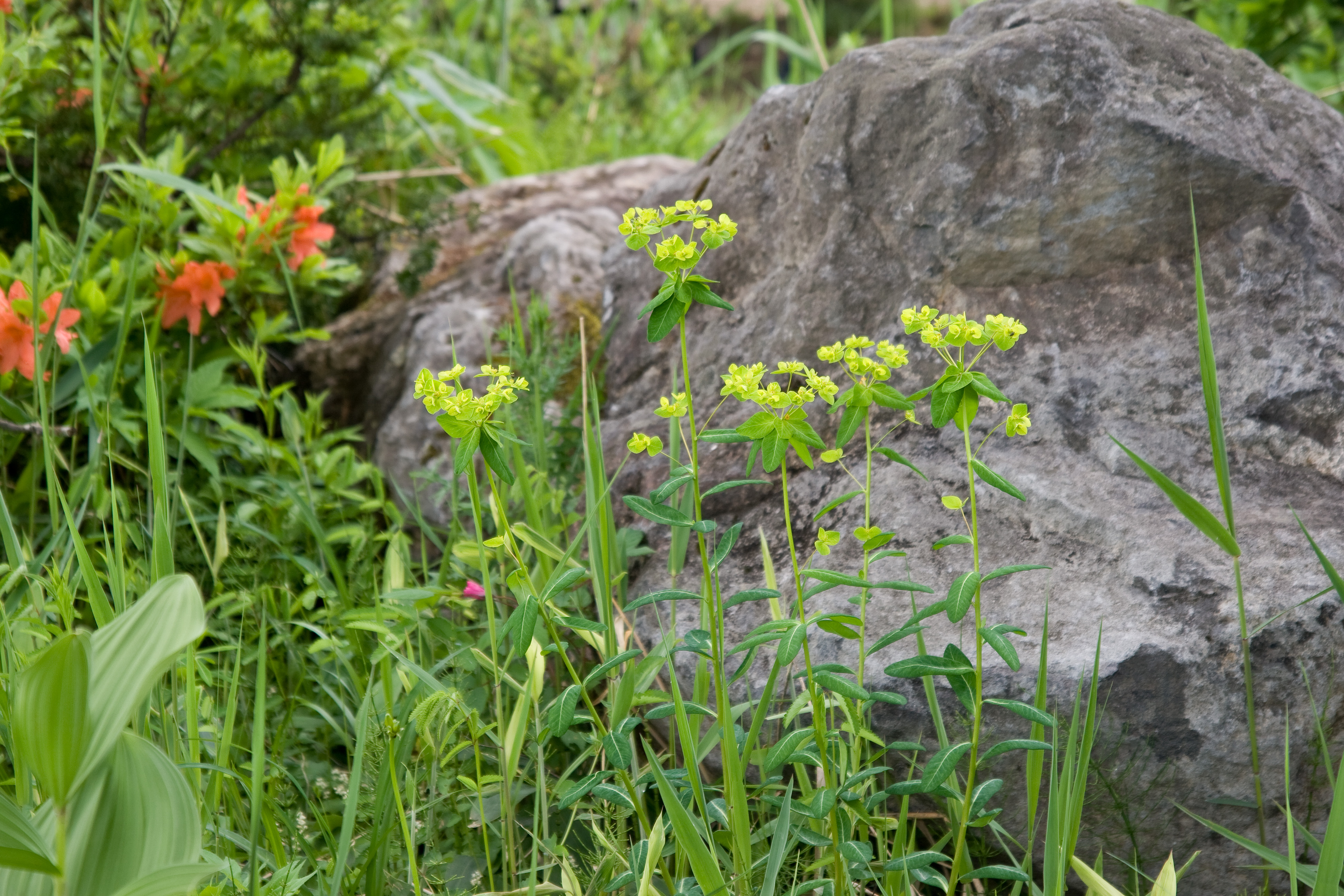